# Lăureni, Mureș
Lăureni (în maghiară Kisszentlőrinc) este o localitate componentă a orașului Miercurea Nirajului din județul Mureș, Transilvania, România.

## Istoric
Satul Lăureni se figurează pe Harta Iosefină a Transilvaniei (1769-1773) ca Szent Lorintz.
În 1915 parohia greco-catolică locală s-a alăturat cu 34 alte parohii din Arhiepiscopia de Făgăraș în formarea Vicariatului Greco-Catolic al Ținutului Secuiesc. La propunerea episcopului de Hajdúdorog, István Miklósy, împăratul Franz Joseph a înființat în data de 6 septembrie 1915 unitatea bisericească administrativă cu sediul în Târgu Mureș aflată sub conducerea vicarului Gyula Hubán. Prin decretul Apostolica sedes din 9 aprilie 1934 Congregația pentru Bisericile Orientale a readus sub jurisdicția Arhiepiscopiei de Făgăraș și Alba Iulia cele 35 de parohii unite din Ținutul Secuiesc, care fuseseră subordonate Eparhiei de Hajdúdorog.

## Personalități
- Alexandru Moldovan (1869 - 1937),  deputat în Marea Adunare Națională de la Alba Iulia 1918

## Imagini

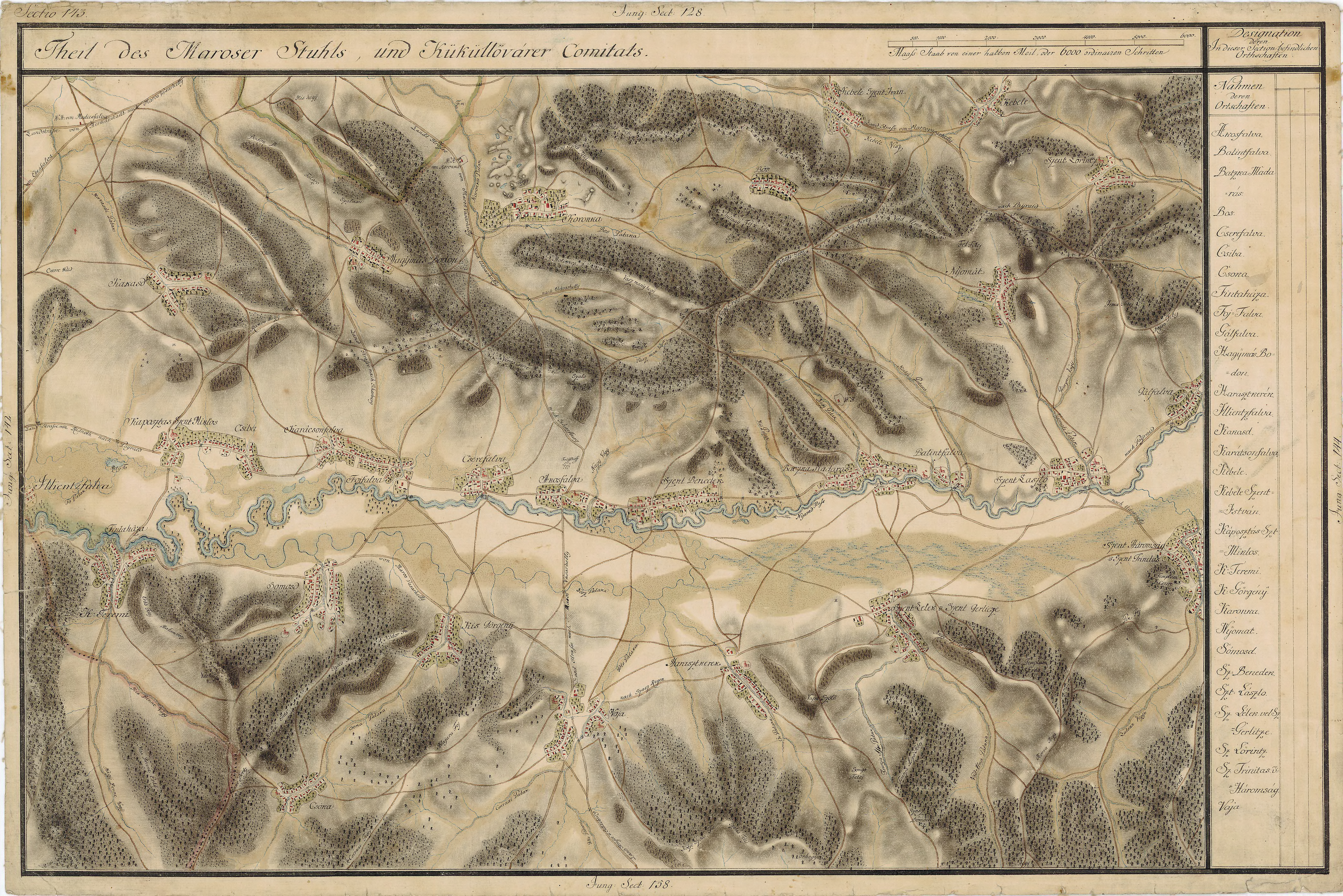
Lăureni ca Szent Lorintz pe Harta Iosefină
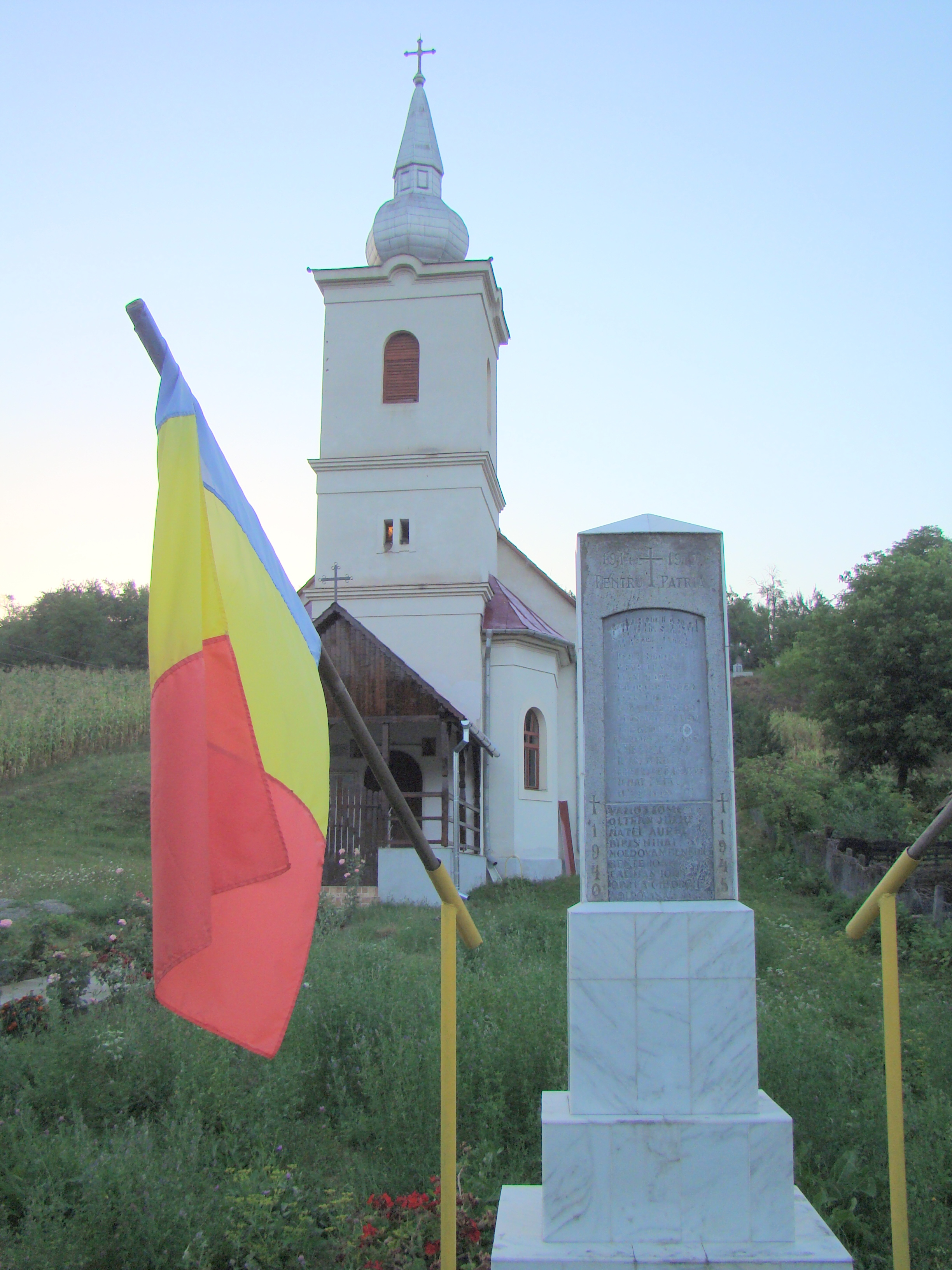
Biserica ortodoxă şi monumentul eroilor
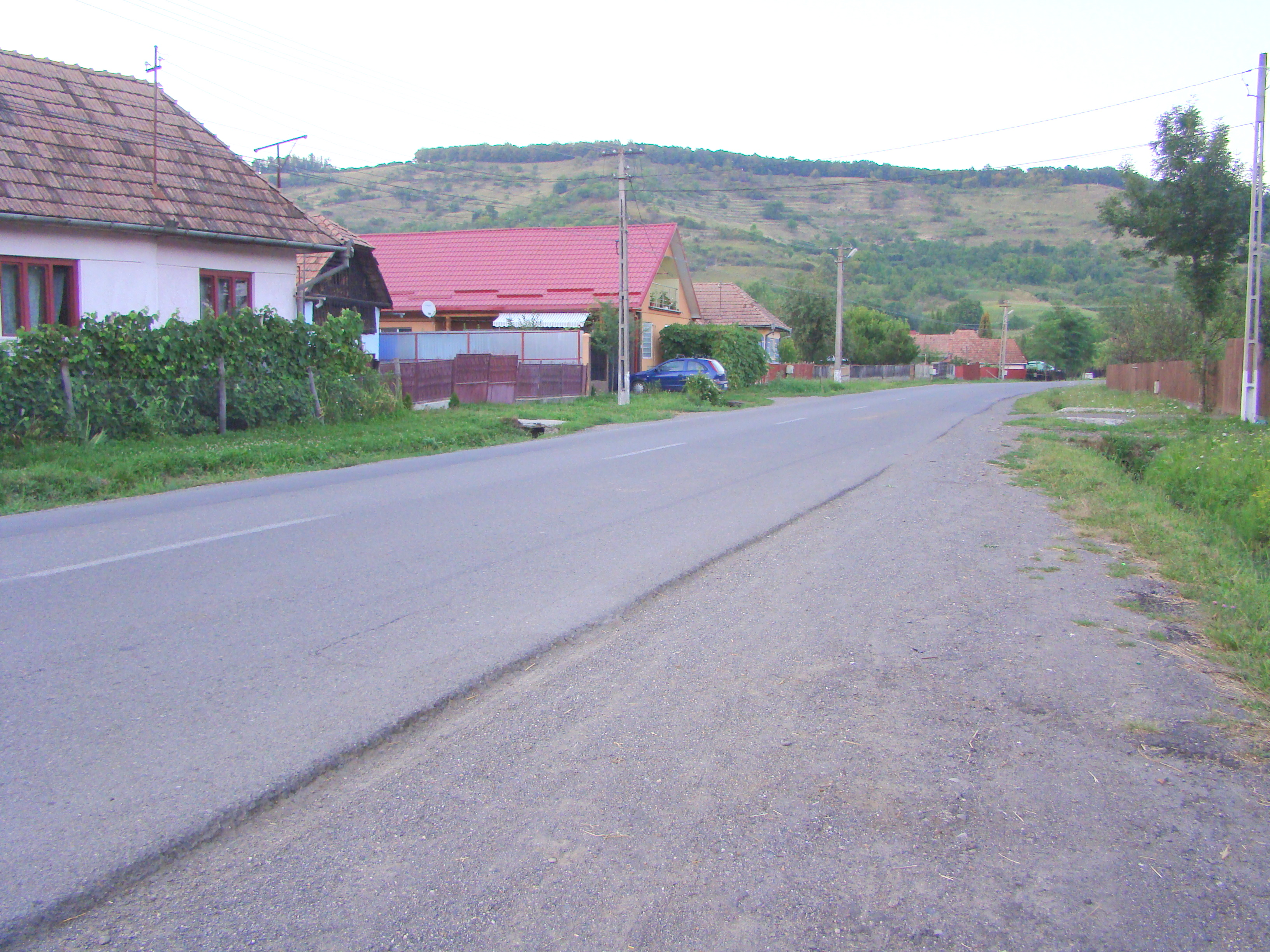
DJ135
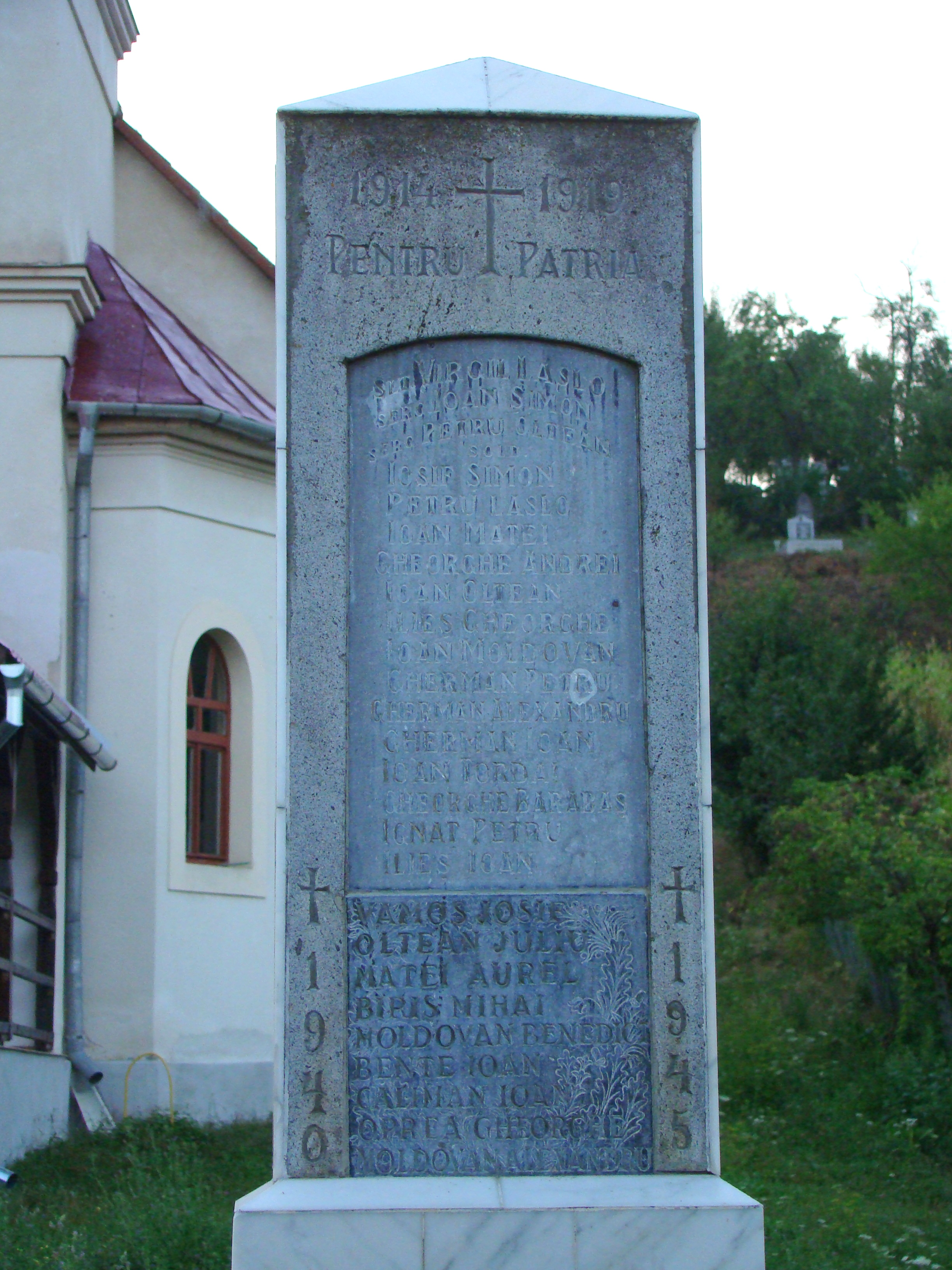
Monumentul eroilor
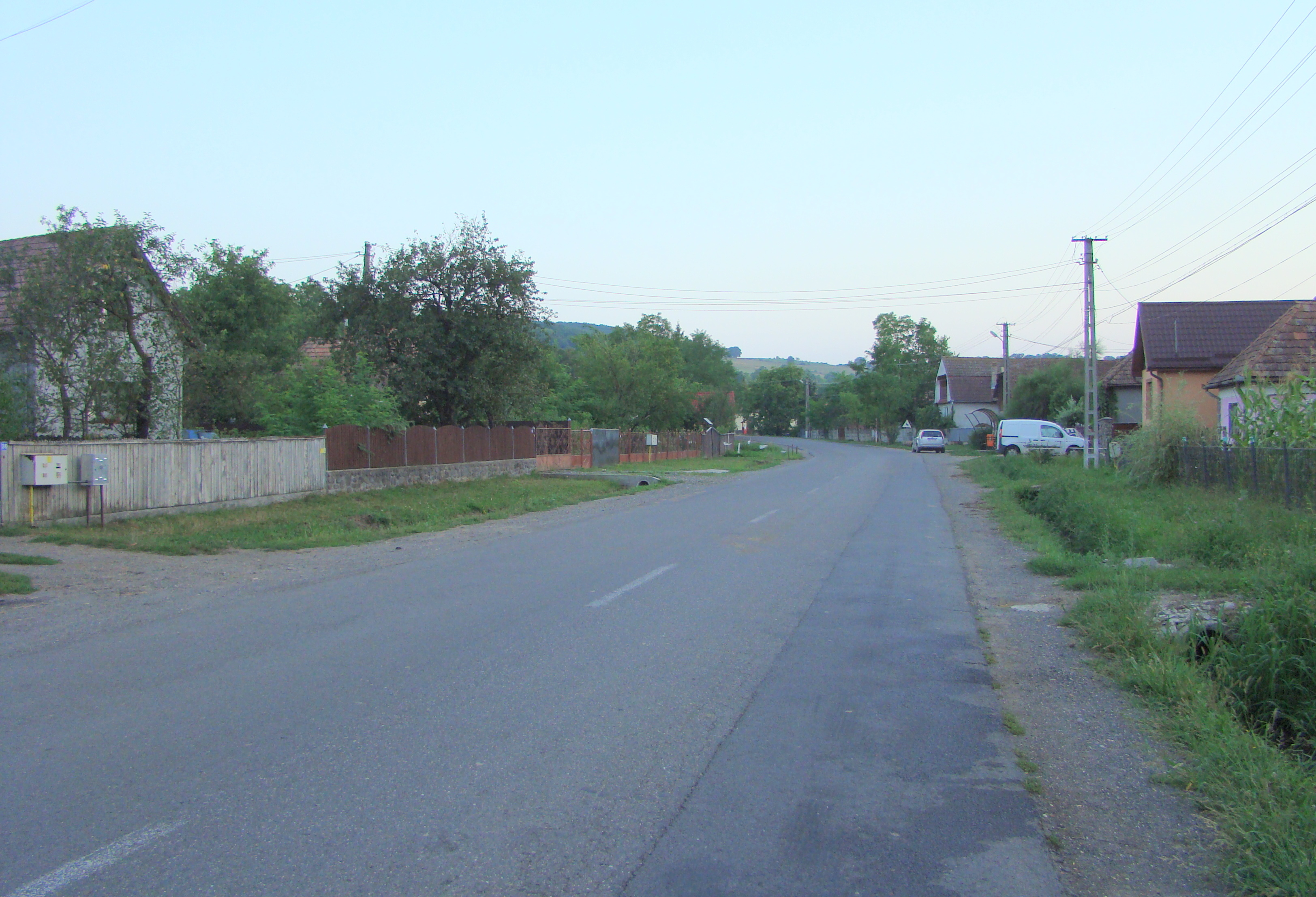